# Syřenov
Obec Syřenov se nachází v okrese Semily v Libereckém kraji. Žije zde 231 obyvatel.

## Historie
První písemná zmínka o obci pochází z roku 1533.

## Pamětihodnosti
- Hrad Kumburk, zřícenina
- Hrad Bradlec, zřícenina
- Socha svatého Jana Nepomuckého, u kravína
- Krucifix
- Pamětní deska Františka Cyrila Kampelíka na budově kampeličky

## Významný rodák
- František Cyril Kampelík (28. června 1805 – 8. června 1872, Kukleny), lékař, národní buditel, spisovatel a propagátor zakládání svépomocných záložen, později zvaných kampeličky.[4]

## Části obce
- Syřenov
- Újezdec (spadá pod katastrální území Syřenov)
- Žďár u Kumburku